# Bernd Steinbrink
Bernd Steinbrink (* 23. November 1951 in Fischbeck/Weser) ist ein Medienwissenschaftler, Journalist und Autor mehrerer Bücher.

## Biografie
Steinbrink besuchte das Schiller-Gymnasium in Hameln und studierte in Hannover Germanistik, Philosophie und Politikwissenschaft, u. a. bei Hans Mayer, Gert Ueding, Wolfgang Promies, Gerd-Günther Grau, Oskar Negt und Peter Brokmeier. 1980 wurde er an der Universität Oldenburg promoviert. Steinbrink war als wissenschaftlicher Mitarbeiter am Institut für Allgemeine Rhetorik der Eberhard Karls Universität Tübingen tätig. Später wurde er Professor für Mediensystemtechnik an der Hochschule für Technik, Wirtschaft und Kultur Leipzig, dann an der Fachhochschule Kiel. Seine Schwerpunkte waren Medientechnik, multimediale Anwendungen und Medientheorie. Er ist Mitglied im wissenschaftlichen Beirat von „Sprache für die Form“. Seit 2017 ist er im Ruhestand.
Er schrieb Beiträge für den Literatur-Teil der Frankfurter Allgemeinen Zeitung unter Marcel Reich-Ranicki, Die Achse des Guten und technische Zeitschriften wie c’t, Byte, European Computer Sources und Mémoires Optiques und ist Autor mehrerer Bücher zu Literaturgeschichte, digitalen Medien und Rhetorik.

## Bücher
- Abenteuerliteratur des 19. Jahrhunderts in Deutschland. Studien zu einer vernachlässigten Gattung (= Studien zur deutschen Literatur. 72). Niemeyer, Tübingen 1983, ISBN 3-484-18072-2 (Zugleich: Oldenburg, Universität, Dissertation, 1981).
- Hoffmann und Campe. Bibliographie 1781–1981. Hoffmann und Campe, Hamburg 1983, ISBN 3-455-07440-5.
- mit Kevin Carpenter: Ausbruch und Abenteuer. Deutsche und englische Abenteuerliteratur von Robinson bis Winnetou. Ausstellungskatalog. BIS – Bibliotheks- und Informationssystem der Universität Oldenburg, Oldenburg 1984, ISBN 3-8142-0103-5.
- mit Gert Ueding: Grundriß der Rhetorik. Geschichte. Technik. Methode. 2. Auflage. J. B. Metzler, Stuttgart 1986, ISBN 3-476-00557-7.
- Multimedia. Einstieg in eine neue Technologie. Markt und Technik, Haar bei München 1992, ISBN 3-87791-297-4.